# Raz-de-marée aux Pays-Bas en 838
Le 26 décembre 838, un raz-de-marée eut lieu sur une grande partie du nord-ouest de ce que sont aujourd'hui les Pays-Bas, et qui faisait alors partie de l'Empire franc.
Le manque de digues appropriées a été la cause majeure de cette inondation.
L'inondation est relatée dans deux écrits indépendants, mais qui concordent sur l'importance des destructions. Le premier est dû à l'évêque français Prudence de Troyes, le second sont les Annales Xantenses, un récit historique carolingien.

## Citation du texte des Annales
« Ianuariorum ingens venti turbo ortus est, ita ut fluctus maris valde inundabant supra terminos et litus, miserabiliter innumerabilem turmam humani generis in villis et vicis circumpositis simul cum edificiis consumpserunt. Classes enim in mari vertentes disruptae sunt, et flamma ignis supra totum mare visa est. »
"La montée des vents, la tempête de janvier, il y a eu une si vaste marée de telle sorte que les vagues de la mer ont inondé le rivage et sont passées au-dessus le rivage, une quantité innombrable d'hommes des villages environnant y ont été livrés, de même que les maisons dont les débris sont retournés dans la mer, et la flamme du feu a été vue au-dessus de la mer."
 (octobre 2020).
Le contenu est difficilement compréhensible vu les erreurs de traduction, qui sont peut-être dues à l'utilisation d'un logiciel de traduction automatique.